# 後藤幸樹
後藤 幸樹（ごとう こうき、1984年7月31日 - ）は、日本の元男子バレーボール選手。

## 来歴
宮城県大崎市出身。東北高校時代から全国規模の大会で活躍、2001年2年次にはインターハイ3位・国体準優勝、2002年3年次には春高バレー優勝・インターハイ優勝・国体準優勝、春高バレーではベストリベロ賞も受賞した。進学した東海大でも数々の栄光に輝き、2006年の東西インカレ王座決定戦ではベストリベロ賞を受賞した。
2007年、日本たばこ産業(JT)に入社し、JTサンダーズに入部した。当初は酒井大祐の控えだった。2008年11月、酒井が右膝外側半月板を損傷し離脱したため、2008/09年シーズンのレギュラーを獲得した。しかし、2009年5月に右アキレス腱断裂したため離脱した。2010年5月にJTサンダーズを退部した。
その後は9人制バレーのJT東京バレーボール部で2019年シーズンまで活動した。

## 所属チーム
- 東北高等学校
- 東海大学
- JTサンダーズ（2007-2010年）
- JT東京（9人制）